# 米夏埃尔·哈斯
米夏埃尔·哈斯（德語：Michael Haaß，1983年12月12日—），德国前男子手球运动员。他曾代表德国国家队参加2008年夏季奥林匹克运动会男子手球比赛，结果获得第九名。